# Söğüt
Söğüt (turkiskt uttal: [ˈsœ.yt], bokstavligen. 'vide' eller 'pil') är en stad in Bilecik-provinsen i Turkiet. Dess folkmängd är 13 566 invånare (2011).